# El Carmen (Larráinzar)
El Carmen es una localidad del municipio de Larráinzar ubicado en la región de Los Altos del estado mexicano de Chiapas.

## Geografía
La localidad de El Carmen se sitúa en las coordenadas geográficas 16°55′01″N 92°43′37″O / 16.916944, -92.726944, a una elevación de 1,989 metros sobre el nivel del mar.

## Demografía
Según el Censo de Población y Vivienda 2020, efectuado por el Instituto Nacional de Estadística y Geografía, la localidad de El Carmen tiene 174 habitantes, de los cuales 91 son del sexo masculino y 83 del sexo femenino. Su tasa de fecundidad es de 2.54 hijos por mujer y tiene 37 viviendas particulares habitadas.
| Gráfica de evolución demográfica de El Carmen entre 2010 y 2020 |
|                                                                 |
| INEGI.                                                          |